# Međuopćinska nogometna liga ZO Bjelovar – skupina Jug 1984./85.
Međuopćinska nogometna liga ZO Bjelovar – skupina Jug (Međuopćinska nogometna liga Zajednice općina Bjelovar - grupa Jug je bila liga petog stupnja nogometnog prvenstva Jugoslavije u sezoni 1984./85. 
 
Sudjelovalo je 13 klubova, a prvak je bio klub "Zdenka" iz Velikih Zdenaca

## Sustav natjecanja
13 klubova je igralo dvokružnu ligu (26 kola, 24 utakmice po klubu). 

## Ljestvica
| mj. | klub                      | ut. | pob. | ner. | por. | gol+ | gol- | bod |
| --- | ------------------------- | --- | ---- | ---- | ---- | ---- | ---- | --- |
| 1.  | Zdenka Veliki Zdenci      | 24  | 16   | 2    | 6    | 67   | 32   | 34  |
| 2.  | Polet Narta               | 24  | 12   | 5    | 7    | 38   | 32   | 29  |
| 3.  | Sloga Bjelovar            | 24  | 12   | 2    | 10   | 50   | 45   | 26  |
| 4.  | BSK Brezovac              | 24  | 10   | 5    | 9    | 51   | 41   | 25  |
| 5.  | Partizan Batinjani        | 24  | 12   | 1    | 11   | 57   | 50   | 25  |
| 6.  | Garić Garešnica           | 24  | 10   | 5    | 9    | 46   | 46   | 25  |
| 7.  | Bilogorac Veliko Trojstvo | 24  | 9    | 6    | 9    | 43   | 47   | 24  |
| 8.  | Bilogorac Grubišno Polje  | 24  | 9    | 5    | 10   | 51   | 41   | 23  |
| 9.  | Begovača Šeovica          | 24  | 9    | 5    | 10   | 39   | 48   | 23  |
| 10. | Partizan Rovišće          | 24  | 9    | 4    | 11   | 45   | 50   | 22  |
| 11. | Lasta Gudovac             | 24  | 11   | 0    | 13   | 38   | 43   | 22  |
| 12. | Kamen Sirač               | 24  | 6    | 7    | 11   | 51   | 62   | 19  |
| 13. | Hajduk Hercegovac         | 24  | 7    | 1    | 16   | 44   | 84   | 15  |

## Rezultatska križaljka
| kratica | klub                      | BEG | BILGP | BILVT | BSK | GAR | HAJ | KAM | LAS | PARB | PARR | POL | SLO | ZDE |
| --- | ------------------------- | --- | ----- | ----- | --- | --- | --- | --- | --- | ---- | ---- | --- | --- | --- |
| BEG | Begovača Šeovica          |     |       |       |     |     |     |     |     |      |      |     |     |     |
| BILGP | Bilogorac Grubišno Polje  |     |       |       |     |     |     |     |     |      |      |     |     |     |
| BILVT | Bilogorac Veliko Trojstvo |     |       |       |     |     |     |     |     |      |      |     |     |     |
| BSK | BSK Brezovac              |     |       |       |     |     |     |     |     |      |      |     |     |     |
| GAR | Garić Garešnica           |     |       |       |     |     |     |     |     |      |      |     |     |     |
| HAJ | Hajduk Hercegovac         |     |       |       |     |     |     |     |     |      |      |     |     |     |
| KAM | Kamen Sirač               |     |       |       |     |     |     |     |     |      |      |     |     |     |
| LAS | Lasta Gudovac             |     |       |       |     |     |     |     |     |      |      |     |     |     |
| PARB | Partizan Batinjani        |     |       |       |     |     |     |     |     |      |      |     |     |     |
| PARR | Partizan Rovišće          |     |       |       |     |     |     |     |     |      |      |     |     |     |
| POL | Polet Narta               |     |       |       |     |     |     |     |     |      |      |     |     |     |
| SLO | Sloga Bjelovar            |     |       |       |     |     |     |     |     |      |      |     |     |     |
| ZDE | Zdenka Veliki Zdenci      |     |       |       |     |     |     |     |     |      |      |     |     |     |
| |                           |     |       |       |     |     |     |     |     |      |      |     |     |     |
| podebljan rezultat - utakmice od 1. do 13. kola (1. utakmica između klubova) rezultat normalne debljine - utakmice od 14. do 26. kola (2. utakmica između klubova) rezultat nakošen - nije vidljiv redoslijed odigravanja međusobnih utakmica iz dostupnih izvora rezultat smanjen * - iz dostupnih izvora nije uočljiv domaćin susreta prekrižen rezultat - poništena ili brisana utakmica p - utakmica prekinuta 3:0 p.f. / 0:3 p.f. - rezultat 3:0 bez borbe n.i. - nije igrano |                           |     |       |       |     |     |     |     |     |      |      |     |     |     |

 Izvori: